# Ashby Heights
Ashby Heights är en by (locality) i Clarence Valley Council i New South Wales i Australien. Folkmängden uppgick till 701 år 2006.